# Gertenberg (Frauensee)
Der vollständig bewaldete Berg Gertenberg hat eine Gipfelhöhe von 338 m ü. NN und zählt zum Frauenseer Forst. Er befindet sich am Nordrand der Gemarkung von Springen im Wartburgkreis in Thüringen.
Zum Höhenzug des Gertenbergs gehört auch der bewaldete Nebengipfel
- Kirchberg (⊙ 335,6 m ü. NN)